# 金勿
金勿（1511年—？年），字希顏，號心斋，四川敘州府富順縣人，民籍。

## 生平
四月二十八日生，行一，治《易經》，由國子生中式甲午科（1534年）四川鄉試第二十三名舉人，年三十七歲中式嘉靖二十六年丁未科會試第七十三名，第三甲第八十六名進士。大理寺觀政，授麻城县知县，调临潼县，升大同府通判。

## 家族
曾祖金容善；祖金鸞；父金尚絅；母周氏；繼母劉氏。具慶下，妻何氏，弟省；鑑（貢士）；果；達。子金作砺、金作砥。